# ويليام ديفيس دالي
ويليام ديفيس دالي هو محامي وقاضي وسياسي أمريكي، ولد في 4 يونيو 1851 في جيرسي سيتي في الولايات المتحدة، وتوفي في 31 يوليو 1900 في هوبوكين في الولايات المتحدة. نشط حزبياً في الحزب الديمقراطي. وقد انتخب عضو مجلس ولاية نيوجيرسي ‏ وانتخب عضو جمعية نيوجيرسي العامة ‏ وانتخب عضو مجلس النواب الأمريكي.